# Roman Herzog
Roman Herzog (Landshut, 1934. április 5. – Bad Mergentheim, 2017. január 10.) német politológus és politikus, a Német Szövetségi Köztársaság szövetségi elnöke volt 1994-től 1999-ig. Előtte a német Szövetségi Alkotmánybíróság tagjaként, majd elnökeként dolgozott. Korábban a CDU politikusaként tartományi miniszteri posztokat töltött be.

## Pályafutása
Az érettségi után jogot tanult Münchenben a Lajos–Miksa Egyetemen, 1958-ban szerzett jogi doktorátust. Az államjogász Theodor Maunz mellett volt tudományos asszisztens az egyetemen. 1964-ben habilitált, és egy évig tanított az egyetemen. 1965-től önálló tanszéket vezetett a Berlini Szabadegyetemen, 1969-től pedig államjogot és politikatudományt tanított Speyerben a Közigazgatástudományi Főiskolán.
1970-ben csatlakozott a CDU-hoz. 1973-ban a Helmut Kohl vezette Rajna-vidék-Pfalz-i tartományi kormányban államtitkári posztot kapott, bekerült a Bundesratba és a német evangélikus egyház szinódusának is tagja lett. 1979-től a CDU párvezetőségének tagja. 1978/80-ban Baden-Württemberg tartományi kormányában kultusz- és sportminiszter, 1983 decemberéig belügyminiszter. 1984-től a Szövetségi Alkotmánybíróság elnökhelyettese, 1987-től elnöke. Bírói munkájával párhuzamosan tanított a Tübingeni Egyetemen is.
1994-ben Németország elnökévé választották. Egyértelműen elutasította az egykor Németországhoz tartozott keleti területek iránti igényeket.
1996-ban létrehozta a nácizmus áldozatainak emléknapját, amelyet minden évben január 27-én tartanak Németországban.

## Írásai
- Grundrechtsbeschränkung nach dem Grundgesetz und Europäische Menschenrechtskonvention Dissertation, (1958)
- Die Wesensmerkmale der Staatsorganisation in rechtlicher und entwicklungsgeschichtlicher Sicht Habilitation, (1964)
- Kommentar zum Grundgesetz „Maunz-Dürig-Herzog“ (1964)
- Evangelisches Staatslexikon (közös kiadásban) (1966)
- Allgemeine Staatslehre (1971)
- Staaten der Frühzeit. Ursprünge und Herrschaftsformen (1988)
- Staat und Recht im Wandel (1994)
- Vision Europa. Antworten auf globale Herausforderungen (1996)
- Kann man aus der Geschichte lernen? (1997)
- Strukturmängel der Verfassung? Erfahrungen mit dem Grundgesetz (2000)
- Wider den Kampf der Kulturen: eine Friedensstrategie für das 21. Jahrhundert (2000)
- Jahre der Politik: die Erinnerungen, (2007)
- Europa neu erfinden, vom Überstaat zur Bürgerdemokratie (2014)

## Könyvei magyarul
- Ősi államok. A hatalomgyakorlás eredete és formái; ford., mutatók Patay-Horváth András; Corvina, Bp., 1999 (Egyetemi könyvtár) ISBN 963-13-4755-9